# Néstor Guzzini
Néstor Gabriel Guzzini Massafferro (Montevideo, 25 de enero de 1973) es un actor y artista de carnaval uruguayo. Es reconocido por sus actuaciones en las películas Mr. Kaplan, Tanta agua y Alelí.

## Biografía
Néstor Gabriel Guzzini Massafferro creció en el barrio Buceo de Montevideo donde pudo vivir cultura de barrio. Desde joven participó en el conjunto Antimurga BCG junto a Jorge Esmoris. Su primer trabajo audiovisual fue en 2004 en el cortometraje Ocho horas, de Adrián Biniez. Un año después debutó en un largometraje: Gigante, del mismo director,

## Filmografía

### Cine
| Año  | Título                  | Personaje              | Director                          | Notas        |
| ---- | ----------------------- | ---------------------- | --------------------------------- | ------------ |
| 2005 | Ocho horas              |                        | Adrián Biniez                     | Cortometraje |
| 2008 | Acne                    | Padre de Andy          | Federico Veiroj                   |              |
| 2008 | Total disponibilidad    | King of Sales          | Adrián Biniez                     |              |
| 2009 | Gigante                 | Tomás                  | Adrián Biniez                     |              |
| 2012 | La demora               | Vigilante              | Rodrigo Plá                       |              |
| 2012 | 3                       | Dustin                 | Pablo Stoll                       |              |
| 2013 | Tanta agua              | Alberto                | Ana Guevara                       |              |
| 2014 | Mr. Kaplan              | Wilson Contreras       | Álvaro Brechner                   |              |
| 2014 | Zanahoria               | Osvaldo                | Enrique Buchichio                 |              |
| 2015 | El 5 de Talleres        | Hugo Donato            | Adrián Biniez                     |              |
| 2015 | La duna                 | Alcalde                | Damian Sansone                    | Cortometraje |
| 2015 | Clever                  | Walter                 | Federico Borgia Guillermo Madeiro |              |
| 2017 | Otra historia del mundo | Coronel Werner Valerio | Guillermo Casanova                |              |
| 2017 | Mi mundial              | Rúben Torres           | Carlos Morelli                    |              |
| 2019 | Alelí                   | Ernesto Mazzotti       | Leticia Jorge                     |              |
| 2019 | Los últimos románticos  | El Gordo               | Gabriel Drak                      |              |
| 2024 | Ainda somos os mesmos   | Embajador argentino    | Paulo Nascimento                  |              |

### Televisión
| Año  | Título                 | Personaje         | Cadena                        |
| ---- | ---------------------- | ----------------- | ----------------------------- |
| 2012 | REC                    | Tato              | Televisión Nacional           |
| 2015 | Parentela              | Giacomo Parentela | Canal 4                       |
| 2015 | El hipnotizador        | Mario             | HBO                           |
| 2017 | El mundo de los videos | Héctor            | TV Ciudad                     |
| 2018 | Todos detrás de Momo   | Néstor Maidana    | Televisión Nacional TV Ciudad |
| 2021 | El reino               | Comisario Lamas   | Netflix                       |
| 2022 | Porno y helado         | Pereyra           | Prime Video                   |

## Obras de teatro
- Recuerdos de Niza (2022)[2]

## Premios y reconocimientos
- Mejor actor de la Asociación de Criticos de Cine del Uruguay por Alelí
- Nominado a Mejor actor a Premios Platino por Mi mundial[3]
- Mejor actor Festival de Cine de Montecarlo (premio compartido con Héctor Noguera) por Mr Kaplan.[4]